# راپانزل جوان
«یانگ راپانزل» (به انگلیسی: #YUNGRAPUNXEL تلطیف به‌صورت Yung Rapunxel) ترانه‌ای از خواننده/رپر آمریکایی آزیلیا بنکس می‌باشد که در نخستین آلبوم استودیویی وی تحت عنوان بی‌پول با سلیقهٔ پرهزینه قرار دارد. این ترانه در ۱۶ آوریل سال ۲۰۱۳ از سوی اینترسکوپ رکوردز به‌عنوان تک‌آهنگ اصلی آلبوم به رادیوهای مین‌استریم معرفی شد. در این قطعه از یک بخش بازسازی‌شده از «دراما دیگه بسته» اثر مری جی. بلایژ استفاده شده است. این اثر در ۱۱ مارس سال ۲۰۱۳ در ساندکلود برای استریم آنلاین در دسترس قرار گرفت. وی این ترانه را در جشنوارهٔ گلاستونبری در ژوئن سال ۲۰۱۳ اجرا کرد.